# Приз «Известий» 1978

Турнир на приз газеты «Известия» 1978 — XII традиционный международный турнир по хоккею с шайбой. Состоялся 16 — 22 декабря 1978 года в Москве. В играх приняли участие пять команд: СССР, Финляндия, “Будущие звезды НХЛ”, Швеция, Чехословакия.  Победитель — сборная СССР.

## Матчи турнира
| 16 декабря 1978 | Канада | 3 : 3 (0:1, 2:2, 1:0) | Финляндия | Дворец спорта «Лужники», Москва Зрителей: 12 000 |

| Отчёт | Отчёт       | Отчёт   | Отчёт         | Отчёт                                                              |
| ----- | ----------- | ------- | ------------- | ------------------------------------------------------------------ |
|       |             |         |               |                                                                    |
|       | Дуг Соутарт | Вратари | Антеро Кивеля | Судья: Андрей Захаров Линейные судьи: Б. Фасахутдинов, А. Федосеев |
|       |             |         |               | Судья: Андрей Захаров Линейные судьи: Б. Фасахутдинов, А. Федосеев |
|       |             |         |               | Судья: Андрей Захаров Линейные судьи: Б. Фасахутдинов, А. Федосеев |
|       |             |         |               | Судья: Андрей Захаров Линейные судьи: Б. Фасахутдинов, А. Федосеев |
|       |             |         |               | Судья: Андрей Захаров Линейные судьи: Б. Фасахутдинов, А. Федосеев |
|       |             |         |               | Судья: Андрей Захаров Линейные судьи: Б. Фасахутдинов, А. Федосеев |
| 2 мин | Штраф       | 2 мин   |               | Судья: Андрей Захаров Линейные судьи: Б. Фасахутдинов, А. Федосеев |
|       |             |         |               |                                                                    |
|       |             |         |               |                                                                    |

| 16 декабря 1978 | СССР | 6 : 0 (2:0, 3:0, 1:0) | Швеция | Дворец спорта «Лужники», Москва Зрителей: 12 000 |

| Отчёт  | Отчёт                           | Отчёт   | Отчёт                       | Отчёт                                                 |
| ------ | ------------------------------- | ------- | --------------------------- | ----------------------------------------------------- |
|        |                                 |         |                             |                                                       |
|        | Владислав Третьяк — 00:00-60:00 | Вратари | 00:00 - 60:00 — Сюнэ Эдлинг | Судья: К. Пирс Линейные судьи: Ю. Смирнов, А. Баринов |
|        |                                 |         |                             | Судья: К. Пирс Линейные судьи: Ю. Смирнов, А. Баринов |
|        |                                 |         |                             | Судья: К. Пирс Линейные судьи: Ю. Смирнов, А. Баринов |
|        |                                 |         |                             | Судья: К. Пирс Линейные судьи: Ю. Смирнов, А. Баринов |
|        |                                 |         |                             | Судья: К. Пирс Линейные судьи: Ю. Смирнов, А. Баринов |
|        |                                 |         |                             | Судья: К. Пирс Линейные судьи: Ю. Смирнов, А. Баринов |
| 10 мин | Штраф                           | 10 мин  |                             | Судья: К. Пирс Линейные судьи: Ю. Смирнов, А. Баринов |
|        |                                 |         |                             |                                                       |
|        |                                 |         |                             |                                                       |

| 17 декабря 1978 | Чехословакия | 4 : 1 (1:0, 1:0, 2:1) | Канада | Дворец спорта «Лужники», Москва Зрителей: 12 000 |

| Отчёт  | Отчёт        | Отчёт   | Отчёт         | Отчёт                                                     |
| ------ | ------------ | ------- | ------------- | --------------------------------------------------------- |
|        |              |         |               |                                                           |
|        | Марцел Сакач | Вратари | Йёран Хёгюста | Судья: У. Линдгрен Линейные судьи: А. Баринов, Ю. Смирнов |
|        |              |         |               | Судья: У. Линдгрен Линейные судьи: А. Баринов, Ю. Смирнов |
|        |              |         |               | Судья: У. Линдгрен Линейные судьи: А. Баринов, Ю. Смирнов |
|        |              |         |               | Судья: У. Линдгрен Линейные судьи: А. Баринов, Ю. Смирнов |
|        |              |         |               | Судья: У. Линдгрен Линейные судьи: А. Баринов, Ю. Смирнов |
|        |              |         |               | Судья: У. Линдгрен Линейные судьи: А. Баринов, Ю. Смирнов |
| 15 мин | Штраф        | 21 мин  |               | Судья: У. Линдгрен Линейные судьи: А. Баринов, Ю. Смирнов |
|        |              |         |               |                                                           |
|        |              |         |               |                                                           |

| 18 декабря 1978 | СССР | 4 : 1 (2:1, 1:0, 1:0) | Финляндия | Дворец спорта «Лужники», Москва Зрителей: 12 000 |

| Отчёт  | Отчёт            | Отчёт   | Отчёт          | Отчёт                                                              |
| ------ | ---------------- | ------- | -------------- | ------------------------------------------------------------------ |
|        |                  |         |                |                                                                    |
|        | Виктор Дорощенко | Вратари | Ханну Кампурри | Судья: У. Линдгрен Линейные судьи: М. Галиновский, Б. Фасахутдинов |
|        |                  |         |                | Судья: У. Линдгрен Линейные судьи: М. Галиновский, Б. Фасахутдинов |
|        |                  |         |                | Судья: У. Линдгрен Линейные судьи: М. Галиновский, Б. Фасахутдинов |
|        |                  |         |                | Судья: У. Линдгрен Линейные судьи: М. Галиновский, Б. Фасахутдинов |
|        |                  |         |                | Судья: У. Линдгрен Линейные судьи: М. Галиновский, Б. Фасахутдинов |
|        |                  |         |                | Судья: У. Линдгрен Линейные судьи: М. Галиновский, Б. Фасахутдинов |
| 10 мин | Штраф            | 6 мин   |                | Судья: У. Линдгрен Линейные судьи: М. Галиновский, Б. Фасахутдинов |
|        |                  |         |                |                                                                    |
|        |                  |         |                |                                                                    |

| 19 декабря 1978 | Швеция | 3 : 6 (0:2, 3:3, 0:1) | Чехословакия | Дворец спорта «Лужники», Москва Зрителей: 11 000 |

| Отчёт | Отчёт           | Отчёт   | Отчёт       | Отчёт                                                              |
| ----- | --------------- | ------- | ----------- | ------------------------------------------------------------------ |
|       |                 |         |             |                                                                    |
|       | Вильям Лёфквист | Вратари | Иржи Кралик | Судья: А. Коскинен Линейные судьи: М. Галиновский, Б. Фасахутдинов |
|       |                 |         |             | Судья: А. Коскинен Линейные судьи: М. Галиновский, Б. Фасахутдинов |
|       |                 |         |             | Судья: А. Коскинен Линейные судьи: М. Галиновский, Б. Фасахутдинов |
|       |                 |         |             | Судья: А. Коскинен Линейные судьи: М. Галиновский, Б. Фасахутдинов |
|       |                 |         |             | Судья: А. Коскинен Линейные судьи: М. Галиновский, Б. Фасахутдинов |
|       |                 |         |             | Судья: А. Коскинен Линейные судьи: М. Галиновский, Б. Фасахутдинов |
| 4 мин | Штраф           | 2 мин   |             | Судья: А. Коскинен Линейные судьи: М. Галиновский, Б. Фасахутдинов |
|       |                 |         |             |                                                                    |
|       |                 |         |             |                                                                    |

| 19 декабря 1978 | СССР | 9 : 3 (4:1, 3:1, 2:1) | Канада | Дворец спорта «Лужники», Москва Зрителей: 12 000 |

| Отчёт  | Отчёт                           | Отчёт   | Отчёт                                                 | Отчёт                                                   |
| ------ | ------------------------------- | ------- | ----------------------------------------------------- | ------------------------------------------------------- |
|        |                                 |         |                                                       |                                                         |
|        | Владислав Третьяк — 00:00-60:00 | Вратари | 00:00-41.00 — Дуг Соутарт 41.00-60.00 — Йёран Хёгюста | Судья: М. Барнет Линейные судьи: Ю. Смирнов, А. Баринов |
|        |                                 |         |                                                       | Судья: М. Барнет Линейные судьи: Ю. Смирнов, А. Баринов |
|        |                                 |         |                                                       | Судья: М. Барнет Линейные судьи: Ю. Смирнов, А. Баринов |
|        |                                 |         |                                                       | Судья: М. Барнет Линейные судьи: Ю. Смирнов, А. Баринов |
|        |                                 |         |                                                       | Судья: М. Барнет Линейные судьи: Ю. Смирнов, А. Баринов |
|        |                                 |         |                                                       | Судья: М. Барнет Линейные судьи: Ю. Смирнов, А. Баринов |
| 11 мин | Штраф                           | 15 мин  |                                                       | Судья: М. Барнет Линейные судьи: Ю. Смирнов, А. Баринов |
|        |                                 |         |                                                       |                                                         |
|        |                                 |         |                                                       |                                                         |

| 20 декабря 1978 | Чехословакия | 5 : 4 (1:0, 3:3, 1:1) | Финляндия | Дворец спорта «Лужники», Москва Зрителей: 9 000 |

| Отчёт  | Отчёт                                                | Отчёт   | Отчёт                       | Отчёт                                                                 |
| ------ | ---------------------------------------------------- | ------- | --------------------------- | --------------------------------------------------------------------- |
|        |                                                      |         |                             |                                                                       |
|        | Марцел Сакач — 00.00-47.00 Иржи Кралик — 47.00-60.00 | Вратари | 00.00-60.00 — Антеро Кивеля | Судья: Андрей Захаров Линейные судьи: М. Галиновский, Б. Фасахутдинов |
|        |                                                      |         |                             | Судья: Андрей Захаров Линейные судьи: М. Галиновский, Б. Фасахутдинов |
|        |                                                      |         |                             | Судья: Андрей Захаров Линейные судьи: М. Галиновский, Б. Фасахутдинов |
|        |                                                      |         |                             | Судья: Андрей Захаров Линейные судьи: М. Галиновский, Б. Фасахутдинов |
|        |                                                      |         |                             | Судья: Андрей Захаров Линейные судьи: М. Галиновский, Б. Фасахутдинов |
|        |                                                      |         |                             | Судья: Андрей Захаров Линейные судьи: М. Галиновский, Б. Фасахутдинов |
| 10 мин | Штраф                                                | 4 мин   |                             | Судья: Андрей Захаров Линейные судьи: М. Галиновский, Б. Фасахутдинов |
|        |                                                      |         |                             |                                                                       |
|        |                                                      |         |                             |                                                                       |

| 21 декабря 1978 | Швеция | 2 : 5 (1:1, 1:3, 0:1) | Канада | Дворец спорта «Лужники», Москва Зрителей: 12 000 |

| Отчёт | Отчёт                     | Отчёт   | Отчёт                       | Отчёт                                                     |
| ----- | ------------------------- | ------- | --------------------------- | --------------------------------------------------------- |
|       |                           |         |                             |                                                           |
|       | Сюнэ Эдлинг — 00:00-60:00 | Вратари | 00:00-60:00 — Йёран Хёгюста | Судья: А. Коскинен Линейные судьи: Ю. Смирнов, А. Баринов |
|       |                           |         |                             | Судья: А. Коскинен Линейные судьи: Ю. Смирнов, А. Баринов |
|       |                           |         |                             | Судья: А. Коскинен Линейные судьи: Ю. Смирнов, А. Баринов |
|       |                           |         |                             | Судья: А. Коскинен Линейные судьи: Ю. Смирнов, А. Баринов |
|       |                           |         |                             | Судья: А. Коскинен Линейные судьи: Ю. Смирнов, А. Баринов |
|       |                           |         |                             | Судья: А. Коскинен Линейные судьи: Ю. Смирнов, А. Баринов |
| 2 мин | Штраф                     | 8 мин   |                             | Судья: А. Коскинен Линейные судьи: Ю. Смирнов, А. Баринов |
|       |                           |         |                             |                                                           |
|       |                           |         |                             |                                                           |

| 22 декабря 1978 | Швеция | 4 : 1 (0:1, 2:0, 2:0) | Финляндия | Дворец спорта «Лужники», Москва Зрителей: 7 500 |

| Отчёт  | Отчёт           | Отчёт   | Отчёт          | Отчёт                                                            |
| ------ | --------------- | ------- | -------------- | ---------------------------------------------------------------- |
|        |                 |         |                |                                                                  |
|        | Вильям Лёфквист | Вратари | Ханну Кампурри | Судья: М. Барнет Линейные судьи: М. Галиновский, Б. Фасахутдинов |
|        |                 |         |                | Судья: М. Барнет Линейные судьи: М. Галиновский, Б. Фасахутдинов |
|        |                 |         |                | Судья: М. Барнет Линейные судьи: М. Галиновский, Б. Фасахутдинов |
|        |                 |         |                | Судья: М. Барнет Линейные судьи: М. Галиновский, Б. Фасахутдинов |
|        |                 |         |                | Судья: М. Барнет Линейные судьи: М. Галиновский, Б. Фасахутдинов |
|        |                 |         |                | Судья: М. Барнет Линейные судьи: М. Галиновский, Б. Фасахутдинов |
| 12 мин | Штраф           | 10 мин  |                | Судья: М. Барнет Линейные судьи: М. Галиновский, Б. Фасахутдинов |
|        |                 |         |                |                                                                  |
|        |                 |         |                |                                                                  |

| 22 декабря 1978 | СССР | 3 : 3 (0:1, 0:1, 3:1) | Чехословакия | Дворец спорта «Лужники», Москва Зрителей: 12 000 |

| Отчёт  | Отчёт                           | Отчёт   | Отчёт                     | Отчёт                                                 |
| ------ | ------------------------------- | ------- | ------------------------- | ----------------------------------------------------- |
|        |                                 |         |                           |                                                       |
|        | Владислав Третьяк — 00:00-60:00 | Вратари | 00:00-60:00 — Иржи Кралик | Судья: К. Пирс Линейные судьи: Ю. Смирнов, А. Баринов |
|        |                                 |         |                           | Судья: К. Пирс Линейные судьи: Ю. Смирнов, А. Баринов |
|        |                                 |         |                           | Судья: К. Пирс Линейные судьи: Ю. Смирнов, А. Баринов |
|        |                                 |         |                           | Судья: К. Пирс Линейные судьи: Ю. Смирнов, А. Баринов |
|        |                                 |         |                           | Судья: К. Пирс Линейные судьи: Ю. Смирнов, А. Баринов |
|        |                                 |         |                           | Судья: К. Пирс Линейные судьи: Ю. Смирнов, А. Баринов |
| 12 мин | Штраф                           | 18 мин  |                           | Судья: К. Пирс Линейные судьи: Ю. Смирнов, А. Баринов |
|        |                                 |         |                           |                                                       |
|        |                                 |         |                           |                                                       |

## Итоговая таблица
| Место | Сборная            | И | В | Н | П | Шайбы | О |
| ----- | ------------------ | - | - | - | - | ----- | - |
| 1     | СССР               | 4 | 3 | 1 | 0 | 22—7  | 7 |
| 2     | Чехословакия       | 4 | 3 | 1 | 0 | 18—11 | 7 |
| 3     | Будущие звезды НХЛ | 4 | 1 | 1 | 2 | 12—18 | 3 |
| 4     | Швеция             | 4 | 1 | 0 | 3 | 9—18  | 2 |
| 5     | Финляндия          | 4 | 0 | 1 | 3 | 09—16 | 1 |

## Победитель
| Победитель Приза «Известий» 1978 |
| СССР Девятый титул               |

## Лучшие игроки турнира
| вратарь    | Владислав Третьяк |         |
| защитник   | Иржи Бубла        |         |
| нападающий | Сергей Капустин   |         |
| бомбардир  | Антеро Лехтонен   | 7 (3+4) |